# Stadshagen
Stadshagen – skalna stacja sztokholmskiego metra, położona w Sztokholmie, w dzielnicy Kungsholmen, na osiedlu Stadshagen. Leży na niebieskiej linii (T10 i T11). Dziennie korzysta z niej około 8000 osób.
Stacja leży pod S:t Göransgatan, posiada dwie hale biletowe. Północne wyjście zlokalizowano na rogu Mariedalsvägen a południowe Kellgrensgatan. Otwarto ją 31 sierpnia 1975, posiada jeden peron.

## Sztuka
- Obrazy o tematyce sportowej na pofalowanej aluminiowej blasze, Lasse Lindqvist, 1975[3]
- Heliograwiura na płytkach w dwóch halach biletowych, Mikael Göransson, 2003

## Czas przejazdu

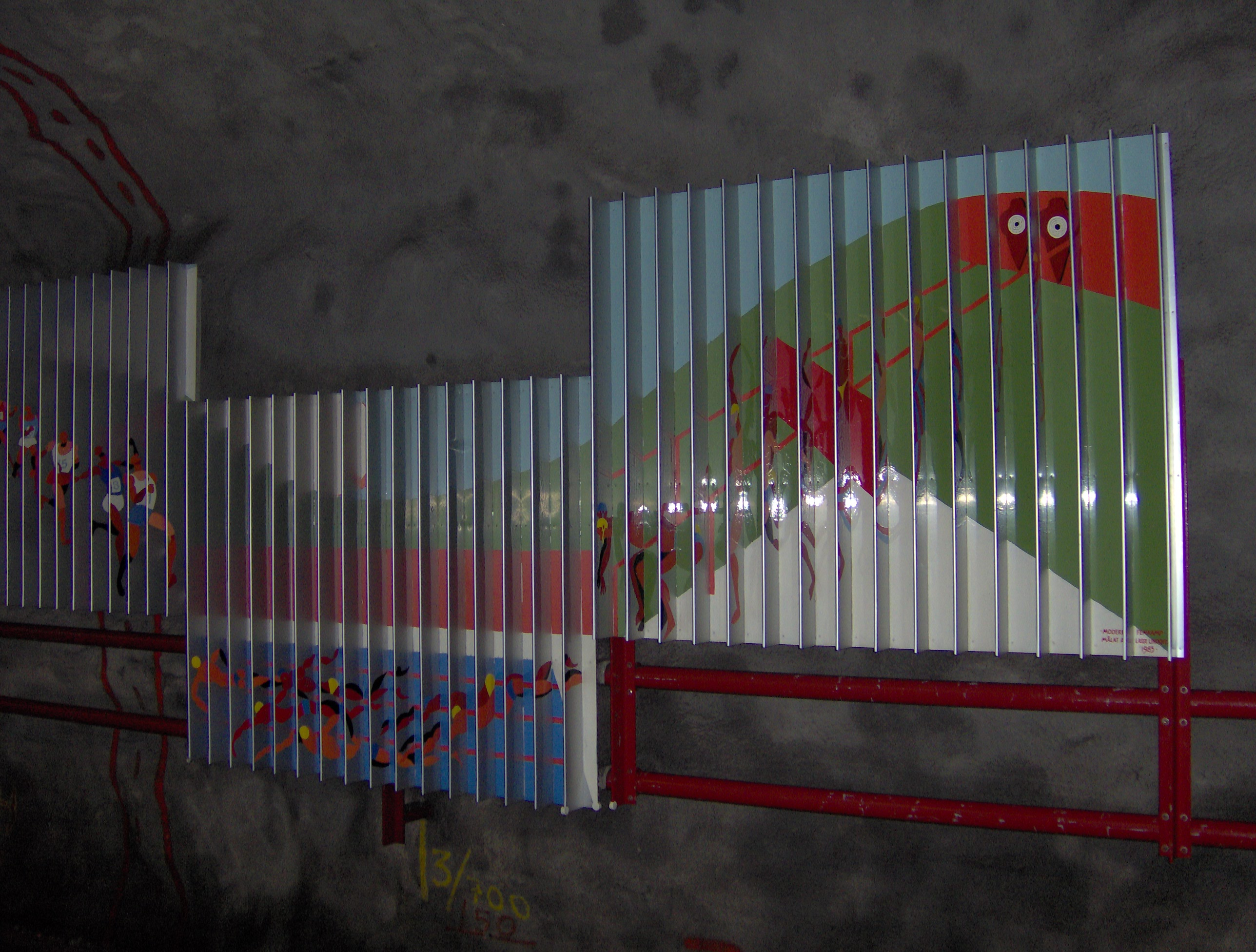

| Linia | Stacja  | Czas przejazdu | Stacja                                                 | Czas przejazdu    |
| T10   | Hjulsta | 16 min         | Västra skogen Fridhemsplan T-Centralen Kungsträdgården | 2 min 5 min 7 min |
| T11   | Akalla  | 16 min         | Västra skogen Fridhemsplan T-Centralen Kungsträdgården | 2 min 5 min 7 min |